# أفونسو شميت
أفونسو شميت (بالبرتغالية: Afonso Schmidt‏) هو كاتب وشاعر برازيلي، ولد في 29 يونيو 1890 في كيوباتو في البرازيل، وتوفي في 3 أبريل 1964 في ساو باولو في البرازيل.